# Adereço
Adereço formalmente conhecido como (propriedade teatral), é todo objeto usado para enfeite, como anéis, pulseiras, brincos, colares, cintos, chapéus ou adornos. São chamados adereço de cabeça, chapéus com plumas, como os enfeites de cabeça de escola de samba que são bem mais elaborados.
Em espectáculos e na indústria audiovisual, refere-se a todo objeto (objeto de cena) necessário ao uso do atuante (ator, locutor, entrevistador, etc.) para composição de sua imagem, personagem, suporte da ação ou figurino de época, tendo sempre que determinar momento e contexto. Um jornal hipotético, um cartaz num muro ou a réplica de uma arma antiga são objetos de cena (props, em inglês). Em As Alegres Comadres de Windsor, de William Shakespeare, as ações da personagem "Falstaff" impõe a existência de um cesto de roupa, por exemplo.